# NGC 7777
NGC 7777 (другие обозначения — PGC 72744, UGC 12829, MCG 5-56-18, ZWG 498.26) — линзообразная галактика (S0) в созвездии Пегас.
Этот объект входит в число перечисленных в оригинальной редакции «Нового общего каталога».